# Sogn a Fjordane
Sogn a Fjordane byl kraj (fylke) v západním Norsku. Správním centrem území byl město Leikanger. Správcem kraje Sogn a Fjordane byl Fylkesmann i Sogn og Fjordane. Počet obyvatel dosáhl roku 2004 čísla 109 170. Rozloha kraje byla 18 619 km². Kraj byl v rámci reformy administrativního dělení Norska zrušen ke dni 31. prosince 2019 a byl nahrazen krajem Vestland, který vznikl sloučením Sogn a Fjordane a kraje Hordaland a který začal fungovat od 1. ledna 2020.
Na severu hraničil s krajem Møre a Romsdal, na východě s krajem Oppland, na jihovýchodě s Buskerudem a na jihu s Hordalandem. Na západě omývá břehy kraje Severní moře, které se zařezává do vnitrozemí druhým největším fjordem světa a největším fjordem Norska Sognefjordem, ten sahá až k nejvyššímu pohoří Norska Jotunheimenu. V téže oblasti je také 4. nejvyšší vodopád Norska Vettisfossen. Na severu se do pevniny zařezává Nordfjord. V severovýchodní části kraje leží Jostedalsbreen, což je největší ledovec pevninské Evropy a v severní části při hranicích s krajem Møre a Romsdal je nejhlubší jezero Norska a Evropy Hornindalsvatnet.

## Obce
- Askvoll
- Aurland
- Balestrand
- Bremanger
- Eid
- Fjaler
- Flora
- Førde
- Gaular
- Gloppen
- Gulen
- Hornindal
- Hyllestad
- Høyanger
- Jølster
- Leikanger
- Luster
- Lærdal
- Naustdal
- Selje
- Sogndal
- Solund
- Stryn
- Vik
- Vågsøy
- Årdal